# Латинский союз (Древний Рим)
Латинский союз — в древности федерация городов Лация (современный Лацио, Италия), возникшая в начале 1-го тысячелетия до н. э. и насчитывавшая, согласно античной традиции, 30 общин. Члены Латинского союза имели общие религиозные праздники, союзное собрание решало общие вопросы и споры между членами союза.
Первоначально во главе Латинского союза стояла Альба-Лонга, с VI века до н. э. союз возглавил Рим (после разрушения им, согласно легендарной традиции, в VII веке до н. э. Альба-Лонги). Усложнение политической обстановки в Римe (конец VI — начало V века до н. э.) в период установления республики позволило некоторым латинским общинам временно освободиться от римского господства. Союз во главе с Римом был восстановлен в 493 году до н. э. на условиях взаимной помощи в войнах, участия в командовании и разделе добычи.
Во время галльского нашествия (390 или 387 год до н. э.) Латинский союз распался, но в 358 году до н. э. возобновлён на более выгодных для Рима условиях и просуществовал до Второй Латинской войны (340—338 годы до н. э.), в результате которой был упразднён.

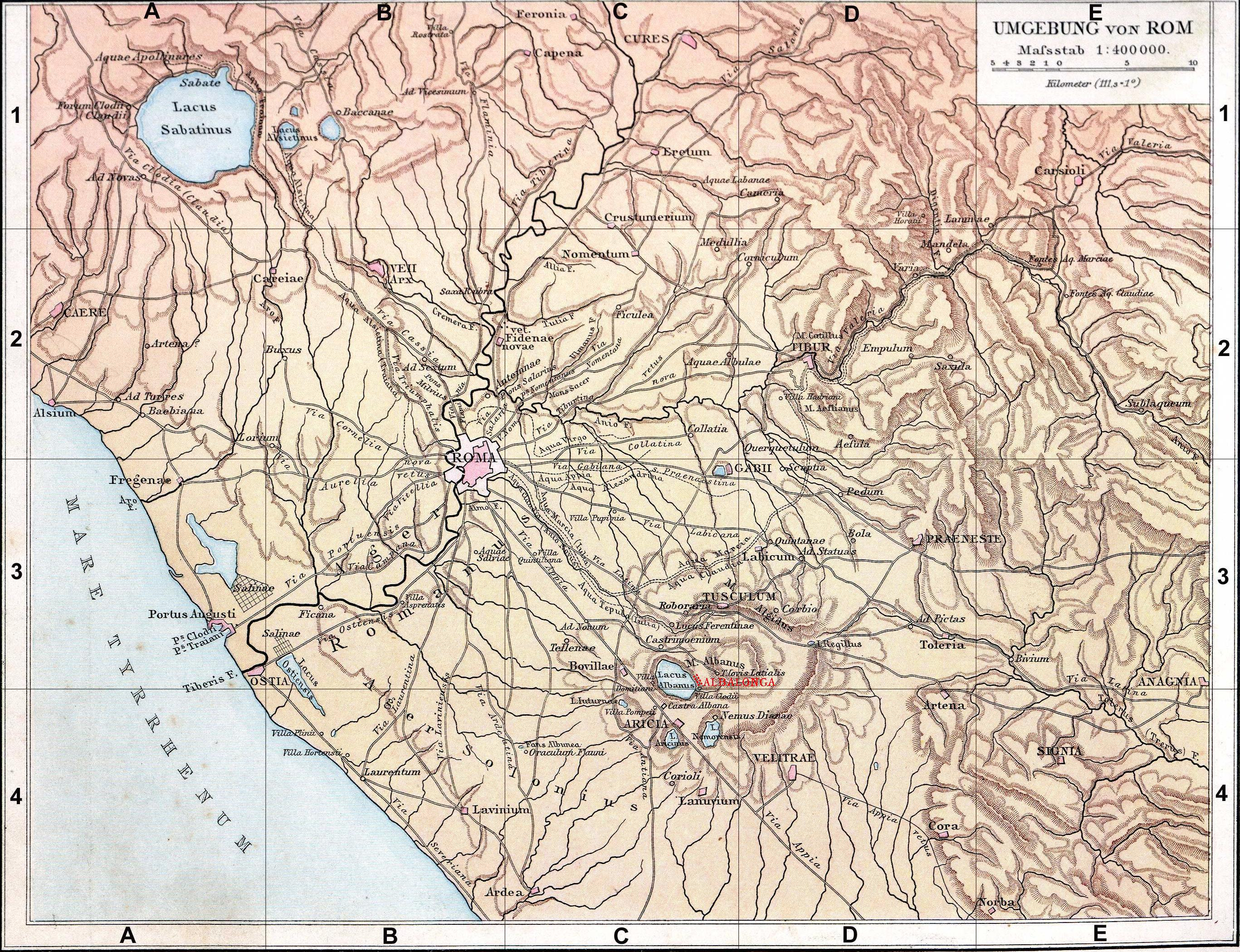
Физическая карта региона